# Казімеж Ходиницький
Казимєж Ходиницький (пол. Kazimierz Chodynicki; 31 березня 1890, Варшава — 14 травня 1942, Варшава) — польський історик, професор Вільнюського та Познаньського університетів.

## Біографія
Був сином адвоката (учасника січневого повстання, засланця) та вчительки історії та літератури середньої школи. Закінчив гімназію Є. Конопчинського у Варшаві (1909), потім вивчав історію та історію літератури в Ягеллонському університеті (1909—1914).
В 1915—1918 рр. у Москві викладав історію в польських емігрантських гімназіях. З 1918 року викладав середньовічну історію у Вільному польському університі у Варшаві (з 1920 в якості доцента після габілітації в Варшавському університеті). Він також працював архівістом в Архіві давніх актів у Варшаві (1919—1921). У 1921 році переїхав до Вільнюса, де був ад'юнкт-професором Університету Стефана Баторія та керівником відділу середньовічної історії та допоміжних наук. З 1928 р він залишався пов'язаним з університетом Познані, очолив кафедру історії Східної Європи, з 1934 року був професором, а в академічному 1933 і 1937 році — деканом факультету гуманітарних наук. У 1923—1928 роках редагував журнал «Ateneum Wileńskie».
Після початку війни був ув'язнений у Павяку (з жовтня 1939 по квітень 1940 року). Після звільнення працював службовцем у Варшаві, брав участь у секретному викладанні та лекціях з історії XVI століття та допоміжних історичних наук в Університеті Західних земель у Познані та таємному Варшавському університеті. Помер від захворювання легенів, яке отримав під час ув'язнення в Павяку. Значна частина його рукописів була спалена німцями після Варшавського повстання.